# Orfe
Ide dorée, Orfe dorée
Ne pas confondre avec l'Orphie.

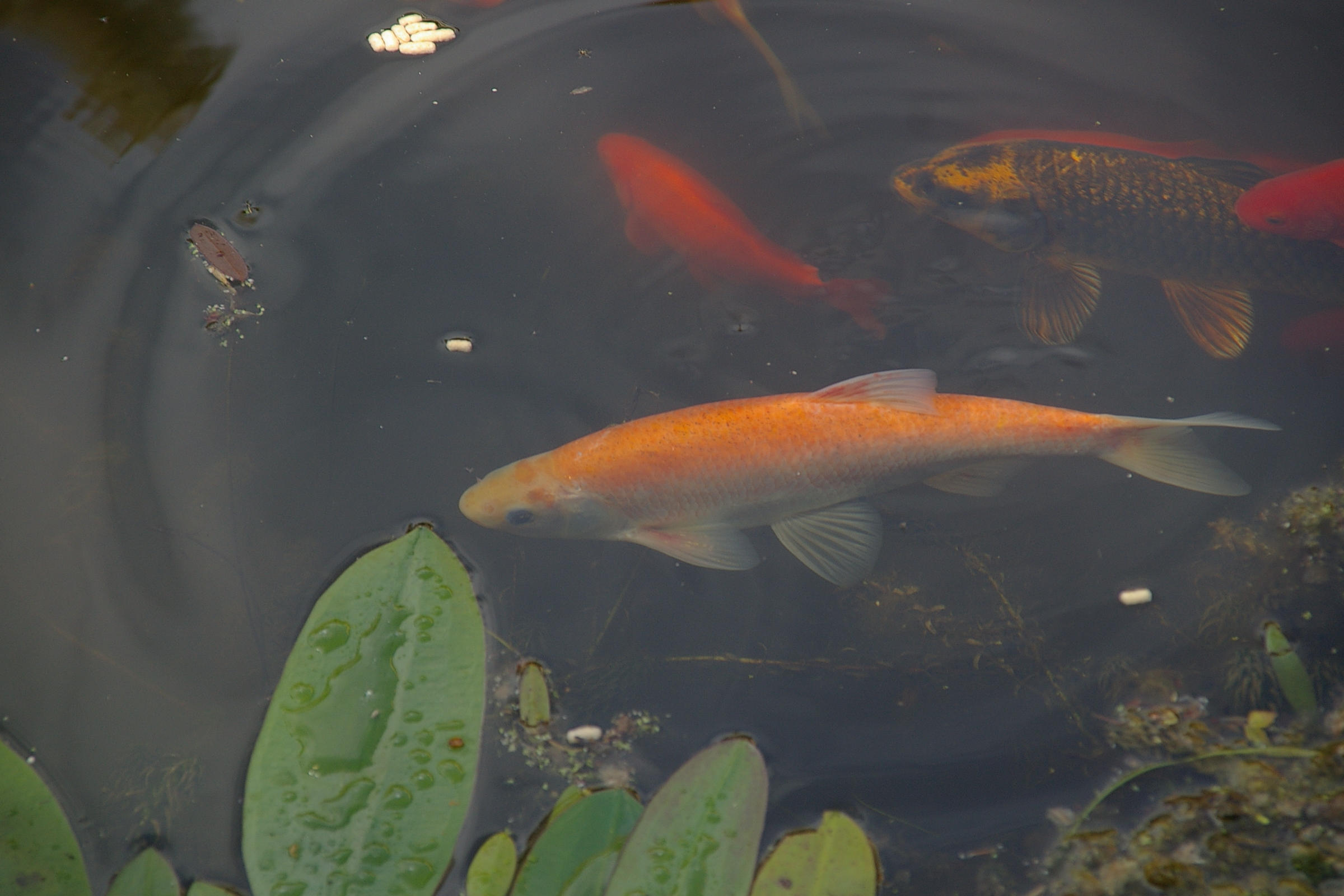
Une orfe et des koïs dans une grande mare.

L'orfe (Leuciscus idus var. orfus), appelée aussi ide dorée ou orfe dorée, est une variété de l'Ide mélanote (L. idus), une espèce de poissons de la famille des Cyprinidae originaire d'Asie et d'Europe. Il s'agit d'un poisson d'ornement de « belle forme » caractérisé par une livrée rouge, jaune ou rose plus ou moins vif avec des reflets argentés. Avec la tanche de Mongolie, ce sont des poissons de bassin de type comestible mais ayant une valeur culinaire inférieure à celle de la Carpe commune (Cyprinus carpio). Présentée par des pisciculteurs à l'Exposition de pisciculture de Paris de décembre 1928, l'orfe est considérée à cette époque avec la Perche-truite (Micropterus salmoides) comme une spécialité de l'élevage de Monteaux (une commune française de Loir-et-Cher).

Comparaison entre la forme sauvage et la forme ornementale de l'Ide mélanote :
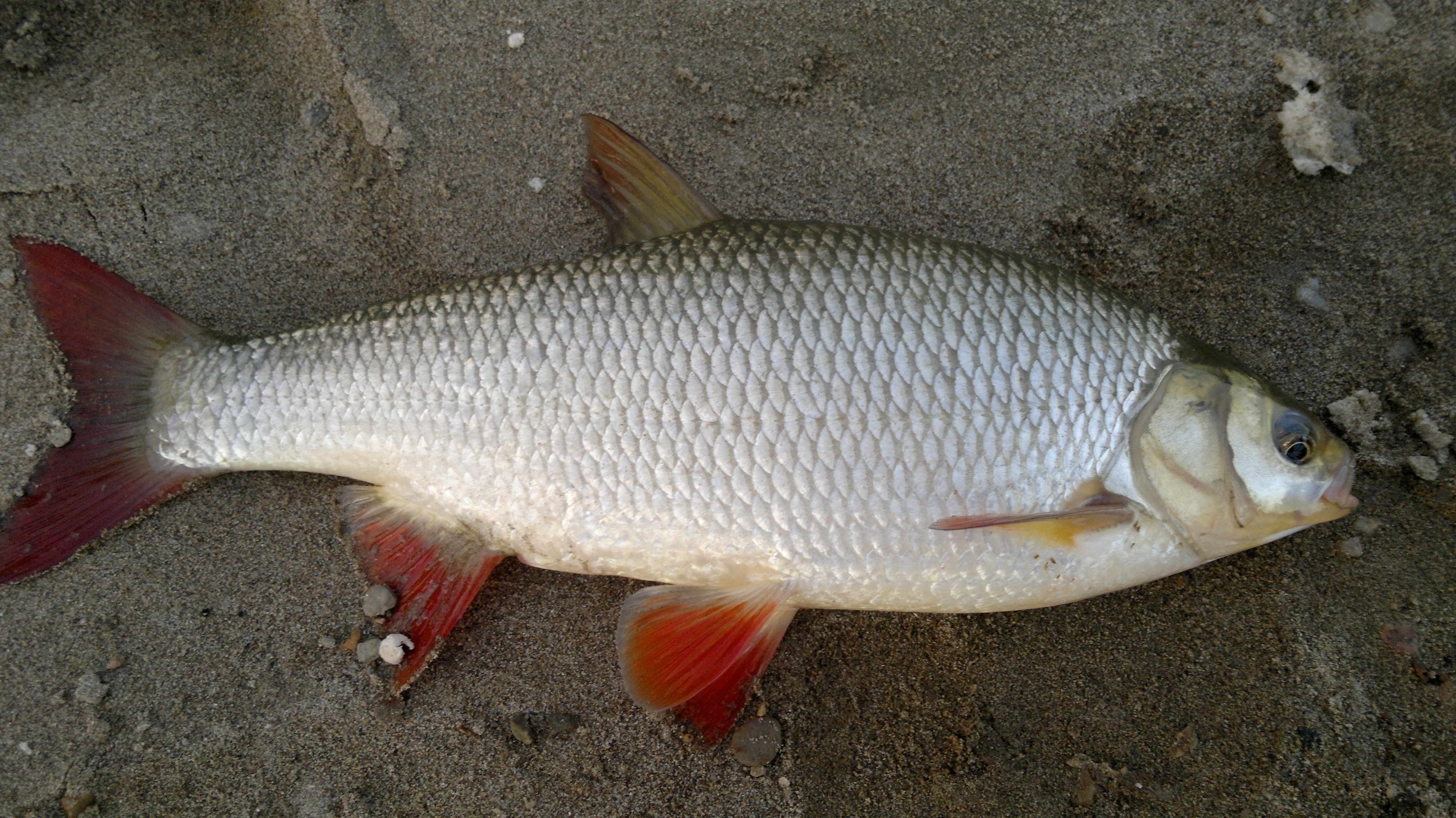
Type sauvage : écaillure argentée variant du gris bleu à un vert très foncé et nageoires pelviennes et anales roses ou rouges.
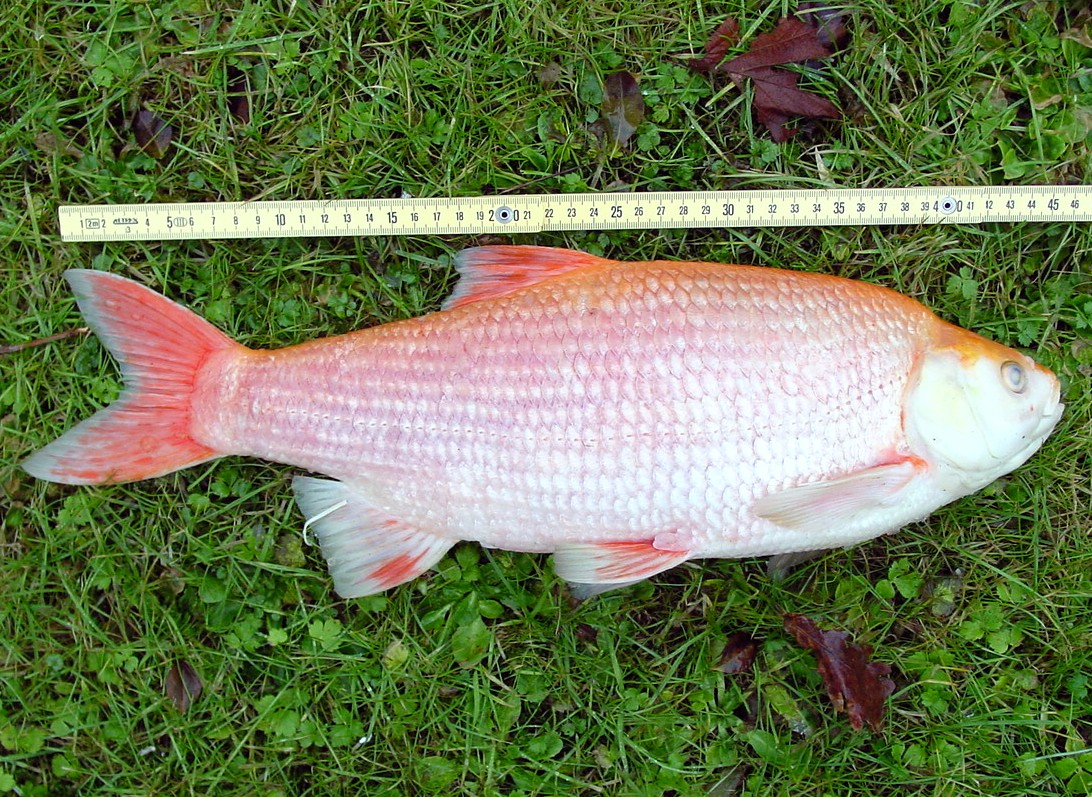
Type ornemental : écaillure rougeâtre allant du jaune ou rose et nageoires pelviennes et anales blanchâtres tachées de rouge.